# Buon Natale/Stella d'oriente
Buon Natale/Stella d'oriente, pubblicato nel 1965, è un singolo del cantante italiano Mario Trevi.

## Descrizione
Il disco contiene due brani inediti di Mario Trevi. Nel brano Buon Natale è presente anche Trevi tra gli autori (con lo pseudonimo Iverta). Il brano è dedicato a Titina Spagnuolo, moglie di Trevi, morta nel 1965 all'età di vent'anni.

## Tracce
Lato A
- Buon Natale  (Riccardi-Iverta-Sorrentino)

Lato B
- Stella d'oriente  (Aperuta-Alfieri)

## Incisioni
Il singolo fu inciso su 45 giri, con marchio Durium- serie Royal (QCA 1353).
Direzione arrangiamenti: M° Eduardo Alfieri.